# Ý
La Y con acento agudo (Ý, ý) es una letra del alfabeto nórdico antiguo, español antiguo, asturleonés antiguo, islandés, kazajo y feroés, así como en turcomano. En los idiomas checo y eslovaco representa una forma larga de la vocal y. En vietnamita es una y con un diacrítico tonal alto.

## Uso
En español, actualmente solo aparece en el nombre de Aýna, pequeño municipio de la provincia de Albacete.
En islandés, Ý es la 29.ª letra del alfabeto, situada entre Y e Þ. Se lee como /i/ (corta) o /iː/ (larga).
En turcomano, Ý representa la consonante /j/, a diferencia de Y, que representa el sonido de la vocal /ɯ/.
En kazajo, Ý se sugirió como una letra para la aproximante labiovelar sonora (así como los diptongos /ʊw/ y /ʉw/); la letra cirílica correspondiente es У. La revisión de 2020 promovida por el presidente Tokayev propuso W en su lugar.

### Otros usos
En vietnamita, Ý significa "Italia". La palabra es una forma abreviada de Ý Đại Lợi, que proviene del chino 意大利 (yìdàlì en mandarín, una traducción fonética del nombre del país).
Ý, si bien no es común en español moderno, se encuentra oficialmente reconocida en la Ortografía de la Lengua Española (2010) donde, siempre que posea el fonema vocálico /i/, debe seguir las reglas de acentuación correspondiente. Como ejemplos, las grafías arcaicas vigentes de nombres propios como Aýna, un pueblo de España, Ýscar, Ýñigo e Ýñiguez (variantes de Iñigo e Íñiguez respectivamente), Laýna, Laýnez, Carabaýllo, Monteserýn y grafías en desuso como roýdos y otrosý. Sin embargo, se usaba más frecuentemente en el español del siglo de oro, y se puede observar en grafías arcaicas como ýbamos para "íbamos" en documentos españoles de los siglos XVI-XVIII.

## Codificación digital
En Unicode, la mayúscula Ý está codificada en U+00DD y la minúscula ý está codificada en U+00FD.
| Carácter      | Ý                                 | Ý                                 | ý                               | ý                               |
| ------------- | --------------------------------- | --------------------------------- | ------------------------------- | ------------------------------- |
| Unicode       | LATIN CAPITAL LETTER Y WITH ACUTE | LATIN CAPITAL LETTER Y WITH ACUTE | LATIN SMALL LETTER Y WITH ACUTE | LATIN SMALL LETTER Y WITH ACUTE |
| Codificación  | decimal                           | hex                               | decimal                         | hex                             |
| Unicode       | 221                               | U+00DD                            | 253                             | U+00FD                          |
| UTF-8         | 195 157                           | C3 9D                             | 195 189                         | C3 BD                           |
| Ref. numérica | &#221;                            | &#xDD;                            | &#253;                          | &#xFD;                          |
| Ref. entidad  | &Yacute;                          | &Yacute;                          | &yacute;                        | &yacute;                        |